# The Red House
The Red House és una pel·lícula estatunidenca dirigida per Delmer Daves i estrenada l'any 1947.	

## Argument
Pete Morgan viu amb la seva germana, Ellen, i la seva filla adoptiva, Meg, en una granja llunyana. Aquesta el persuadeix de contractar un company de classe, Nath Storm, de qui està enamorat, com a ajudant a la granja. La primera jornada de treball passa sense problema fins al moment en què Nath anuncia que tornarà a casa seva agafant una drecera a través del bosc veí. Pete es torna llavors boig de ràbia, prohibint-li fer-ho, afirmant que el bosc està maleït i freqüentat per aterridores veus. Nath passa de la prohibició, però a mig camí, pres de pànic, fa mitja volta. El cap de setmana següent, Nath i Meg decideixen explorar el bosc per tal de descobrir el que s'hi amaga. Assabentant-se que la seva filla ha infringit la prohibició, Pete Morgan està cada cop més atomentat...

## Comentaris
Adaptació d'una novel·la de George Agnew Chamberlain que proposa una intriga basada en la tradició gòtica del gènere, encara que incorporant elements lleument freudians. Es distingeix especialment per un notable sentit de l'atmosfera.

## Repartiment
- Edward G. Robinson: Pete Morgan
- Lon McCallister: Nath Storm
- Judith Anderson: Ellen Morgan
- Rory Calhoun: Teller
- Allene Roberts: Meg Morgan
- Julie London: Tibby
- Ona Munson: Senyora Storm
- Harry Shannon: Doctor Johnathan Byrne
- Arthur Space: El xèrif